# 북양양 나들목
북양양 나들목(N.Yangyang IC)는 강원특별자치도 양양군 강현면 강선리에 설치된 동해고속도로의 41번 교차로이다. 나들목 진출입로는 강현면 하복리와 접하고 있으며, 강현면 및 속초시 설악동 등지로 진출할 수 있다. 요금소 명칭은 북양양(설악산) 요금소이다. 건설 당시 가칭은 설악 나들목이었으며, 2016년 11월 24일에 개통되었다.

## 연혁
- 2008년 9월 9일 : 나들목 신설을 위해 양양군 도시계획시설 교통광장에 강현면 강선리, 하복리 일원을 설악 나들목으로 고시[1]
- 2016년 11월 24일 : 동해고속도로 양양 ~ 속초 구간 개통과 함께 북양양 나들목으로 영업 개시[2]

## 구조물 정보
- 위치: 강원특별자치도 양양군 강현면 강선리
- 엉업소: 강원특별자치도 양양군 강현면 장재터로 259-80

## 접속하는 도로
- 장재터로

## 교통량 정보
| 요금소          | 통행량 (대/일) | 통행량 (대/일) | 통행량 (대/일) | 통행량 (대/일) | 각주  |
| 요금소          | 2016년         | 2017년         | 2018년         | 2019년         | 각주  |
| --------------- | -------------- | -------------- | -------------- | -------------- | ----- |
| 북양양 (폐쇄식) | 809            | 2,078          | 3,240          | 3,624          | [ 3 ] |